# BWF Future Series 2012
Die BWF Future Series 2012 war die sechste Auflage der BWF Future Series im Badminton.

## Turniere und Sieger
| Veranstaltung | Herreneinzel    | Dameneinzel       | Herrendoppel                      | Damendoppel                               | Mixed                                |
| ------------- | --------------- | ----------------- | --------------------------------- | ----------------------------------------- | ------------------------------------ |
| Argentinien   | Joe Wu          | Chou Ting Ting    | Gan Teik Chai Ong Soon Hock       | Chou Ting Ting Camila Macaya              | Esteban Mujica Chou Ting Ting        |
| Botswana      | Alistair Casey  | Shama Aboobakar   | Andries Malan Reneshan Naidoo     | Elme de Villiers Jennifer van den Berg    | Andries Malan Jennifer van den Berg  |
| Carebaco      | Joe Wu          | Nicole Grether    | Jonathan Solís Rodolfo Ramírez    | Nicole Grether Charmaine Reid             | Nelson Javier Berónica Vivieca       |
| Äthiopien     | Jan Fröhlich    | Shamim Bangi      | Teera Reta Asnake Getachew Sahilu | Firehiwot Getachew Yerusksew Legssey Tura | Asnake Getachew Sahilu Yakob Ayelech |
| Kuba          | Osleni Guerrero | Cristina Aicardi  | Ernesto Reyes Ronald Toledo       | Daniela Macías Luz María Zornoza          | Luis Camacho Johanny Quintero        |
| Irland        | Mattias Wigardt | Perrine Lebuhanic | Daniel Font Oliver Gwilt          | Sinead Chambers Jennie King               | Edward Cousins Keelin Fox            |
| Kenia         | abgesagt        | abgesagt          | abgesagt                          | abgesagt                                  | abgesagt                             |
| Mauritius     | Kuan Beng Hong  | Shama Aboobakar   | Gan Teik Chai Ong Soon Hock       | Alisen Camille Cynthia Course             | Georgie Cupidon Cynthia Course       |
| Slowakei      | Iztok Utroša    | Alesia Zaitsava   | Joe Morgan Nic Strange            | Yuliya Kazarinova Yelyzaveta Zharka       | Jakub Bitman Alžběta Bášová          |
| Südafrika     | Alistair Casey  | Stacey Doubell    | Andries Malan Willem Viljoen      | Michelle Edwards Annari Viljoen           | Willem Viljoen Annari Viljoen        |
| Venezuela     | Osleni Guerrero | Solángel Guzmán   | Osleni Guerrero Ronald Toledo     | Virginia Chariandy Solángel Guzmán        | Rahul Rampersad Solángel Guzmán      |